# Echinopodium flagellatum
Echinopodium flagellatum är en tvåvingeart som beskrevs av Freeman 1951. Echinopodium flagellatum ingår i släktet Echinopodium och familjen svampmyggor. Inga underarter finns listade i Catalogue of Life.